# Ehemaliger Gasthof Bären

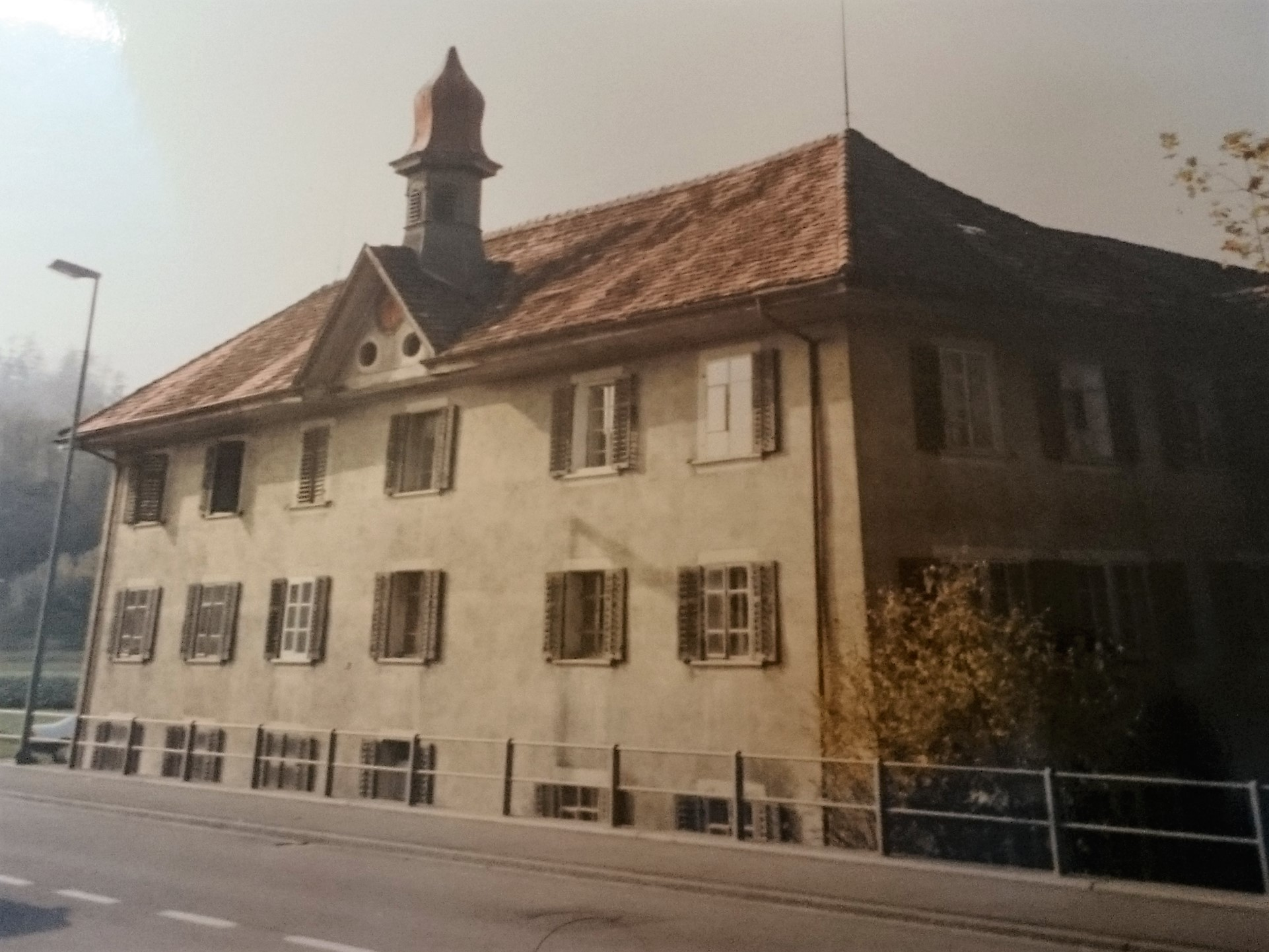
Ehemaliger Gasthof Bären, «Fahrgut». Nordostfassade. Foto von 1985.

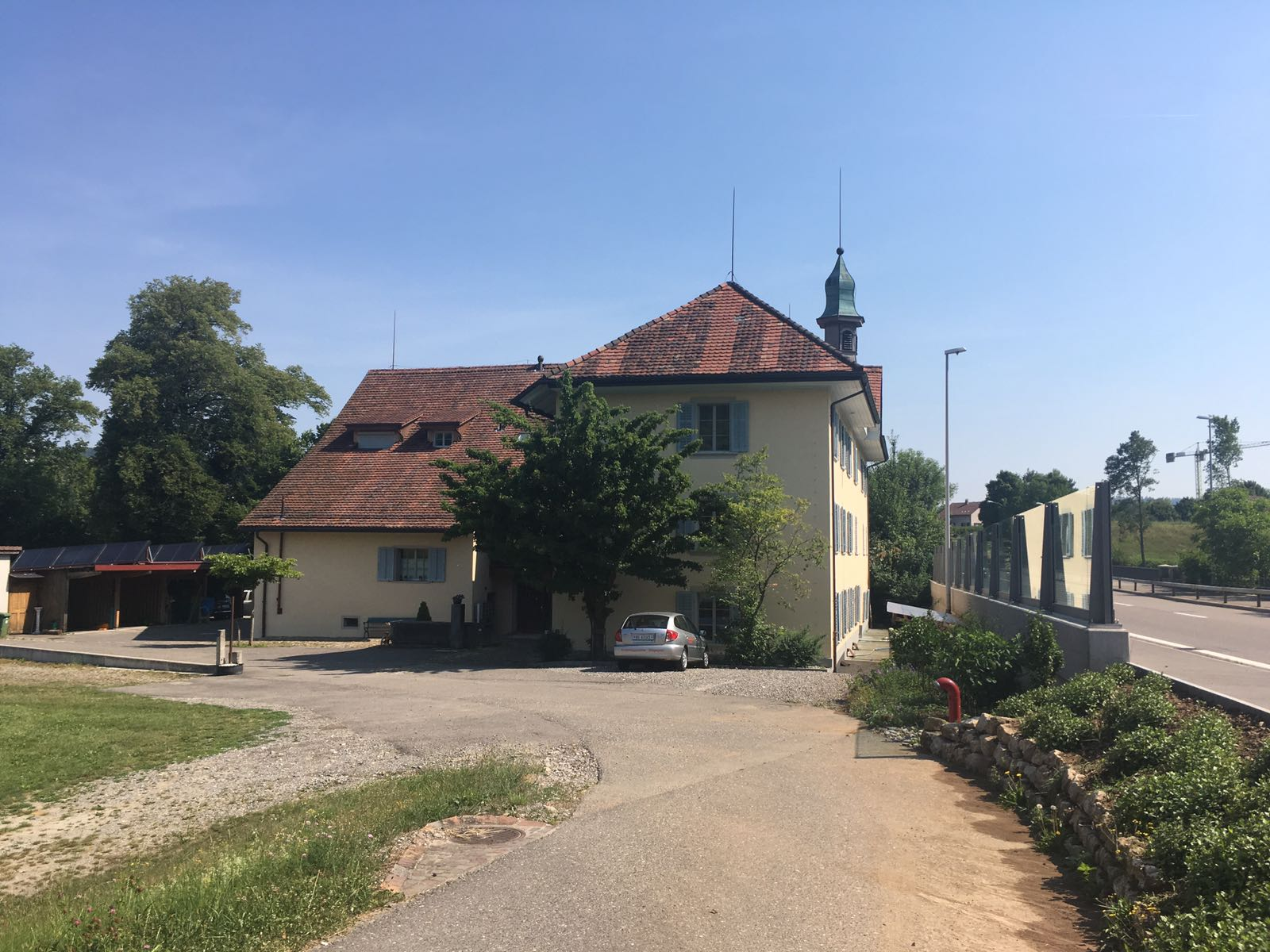
Ehemaliges Gasthaus Bären, Westfassade. Fahrgut Windisch.

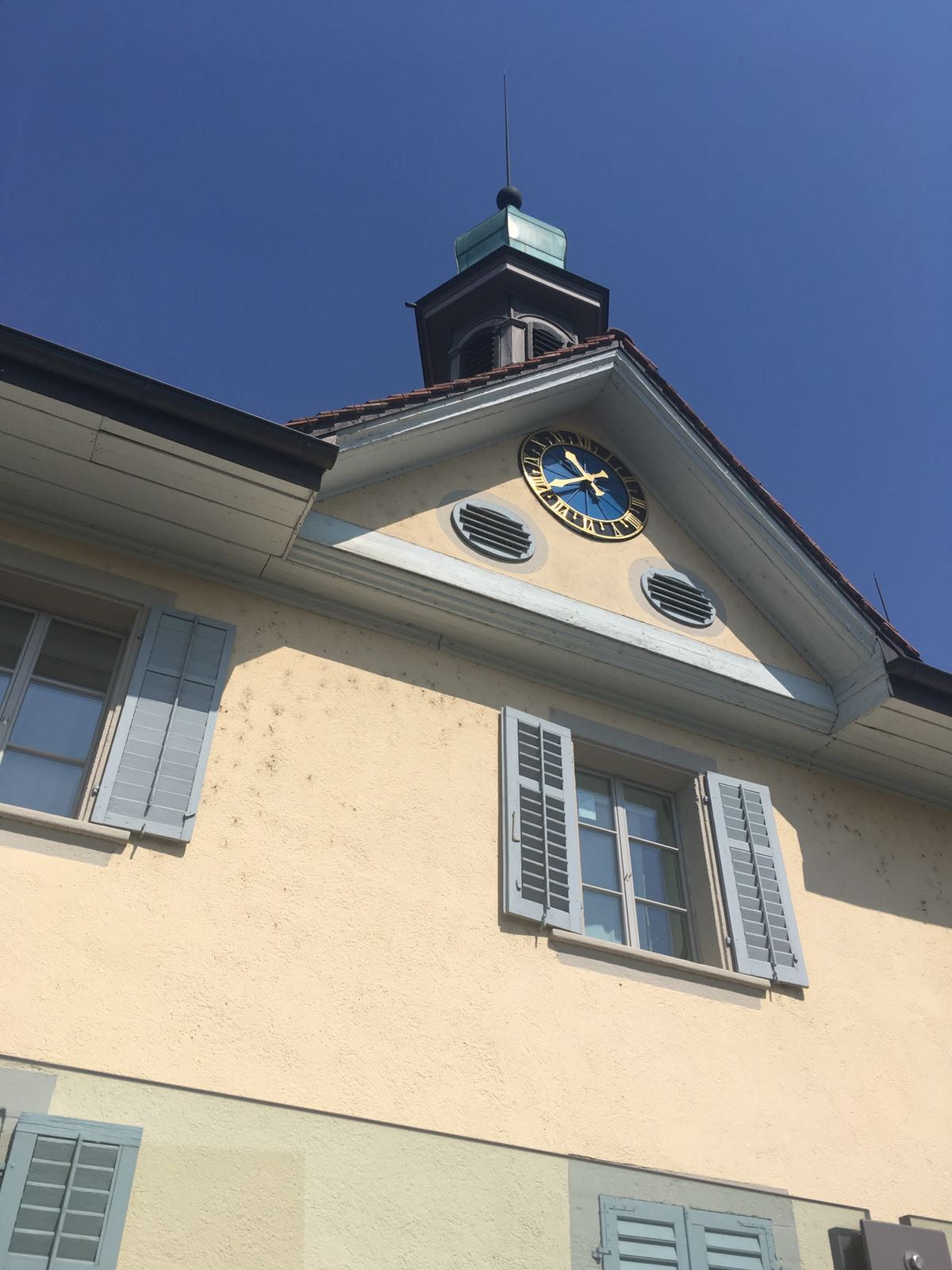
Uhrgiebel ehemaliges Gasthaus Bären. Nordostfassade. Fahrgut Windisch.

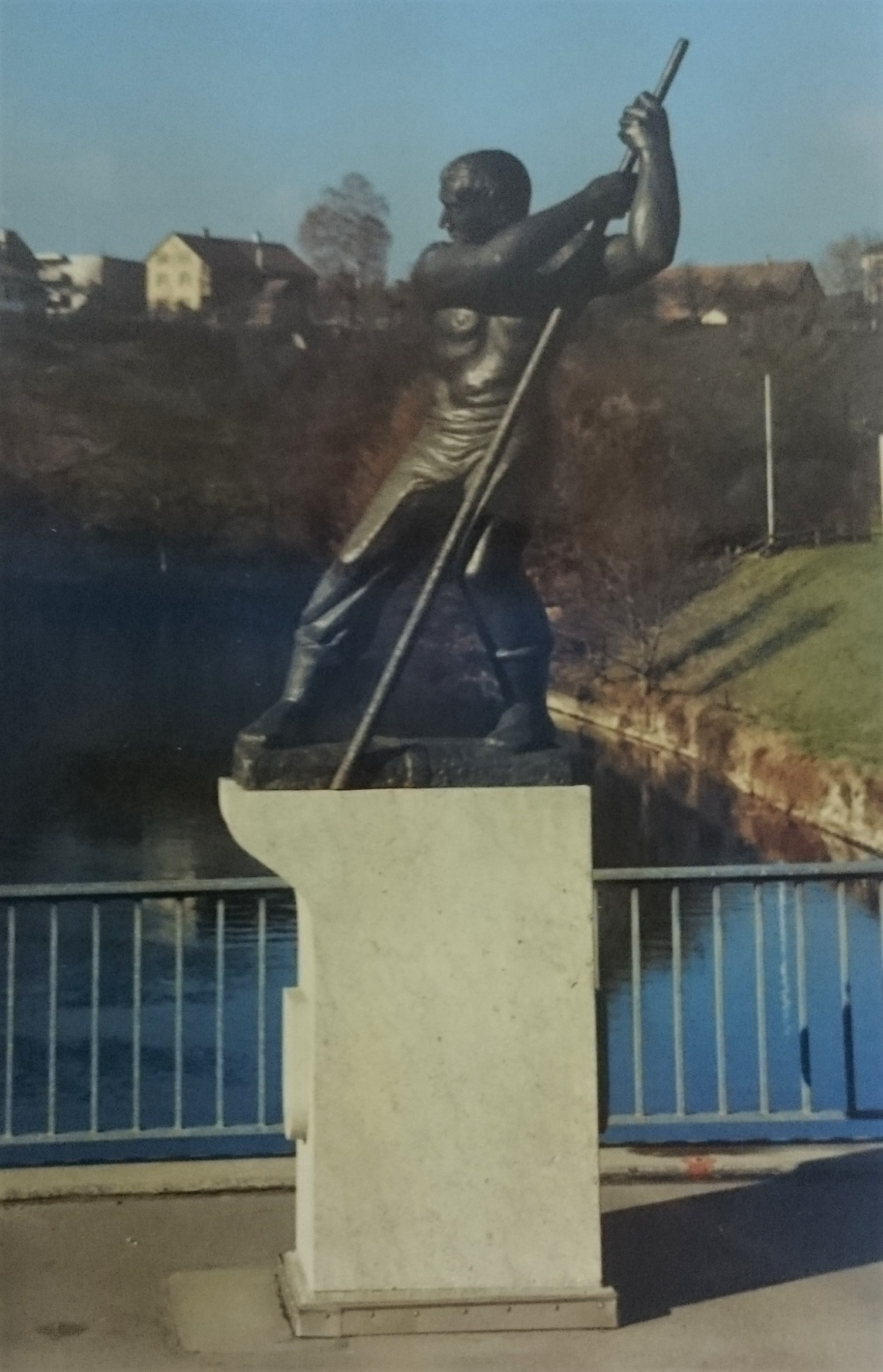
«Der Flösser», Bronceskulptur von Eduard Spörri, Wettingen

Der Ehemalige Gasthof Bären, auch Fahrgut genannt, ist ein Kulturgut von regionaler Bedeutung und liegt auf dem Gebiet der Gemeinde Windisch im Kanton Aargau.

## Baugeschichte und Beschreibung
Beim Fahrgut handelt es sich um einen zweigeschossigen gotischen Trakt von 1636, der um einen dreigeschossigen repräsentativen Erweiterungsbau mit Uhrgiebel und Zwiebeltürmchen aus der Zeit um 1800 ergänzt wird. Der Bau liegt in einer verkehrsgeographischen Schlüssellage an der Reussbrücke zwischen Windisch und Gebenstorf in der Nähe der ehemaligen Reussfähre und geht bis auf das Mittelalter zurück.
1534 erstellte der Fährbesitzer Hans Biland in der Stöcklis Au (heute Fahrgut) ein Haus als Gastwirtschaft und Herberge. Zuvor gab es viele Streitigkeiten um Fähre und Gastwirtschaft. So ist schon um 1390 eine Gastwirtschaft an der Fähre im Windischer Unterdorf unter dem Wirt Rutschman von Müllinen (heute Mülligen) nachgewiesen.
Die Verhältnisse wurden 1415 neu geregelt, als Bern alle Rechte des Klosters Königsfelden ablöste. Auf Druck der Brugger Wirte, die sich gegen die Konkurrenz an der Reuss wehrten, entschied dir Regierung, die Taverne im oberen Fahr zu schliessen. 1570 wurde die Taverne im Windischer Unterdorf samt einem Teil des Landes durch Hochwasser weggerissen. Der ehemalige Besitzer verkaufte sein Tavernenrecht an den Fährmann in der Stöcklis Au (Fahrgut). Damit war der Bestand der Taverne an der oberen Fähre für die Zukunft gesichert. Da zur gut florierenden Wirtschaft Bären ein stattlicher Bauernbetrieb gehörte, entstanden verschiedene Gebäude, eine Scheune mit Stallungen, ein Speicher und ein weiteres Nebengebäude. 1820 bis 1830 errichtete der Wirt noch ein zusätzliches Wohnhaus mit Waschküche, Metzgerei und Weintrotte. Das Rebgelände unterhalb des Windischer Pfarrhauses gehörte ebenfalls zum Fahrgut.
1834 erstellte der Kanton Aargau die erste Steinbrücke mit drei Bögen. 1982 wurde dieses Bauwerk, das dem modernen Verkehr nicht mehr standhielt, abgebrochen und durch eine Neukonstruktion ersetzt. Die neue Zollbrücke wurde mit der Bronzeskulptur «Der Flösser» von Eduard Spörri, auf der Gebenstorfer Seite am Rande des Fussgängersteiges flussabwärts, geschmückt.
Die Besitzverhältnisse änderten sich mit dem Bau der Spinnereien an der Reuss. Das Fahrgut wurde 1885 von der Spinnerei Kunz übernommen und von verschiedenen Pächtern bewirtschaftet.
1980 kaufte die Firma Rey, Gemüsebau, Birmenstorf die ganze Liegenschaft. 1988 wurde der Gebäudekomplex «Alter Bären» an die Gemeinschaft Haller Heizungen AG, Brugg veräussert. 2008 erwarb das Ehepaar Kühnis aus Windisch das inzwischen vom Kanton Aargau unter Denkmalschutz gestellte Gebäude mit dem Ziel, den Bären denkmalgerecht umzubauen und zu renovieren.